# Agung Sahbana
Agung Ali Sahbana, né le 31 mars 1988, à Tasikmalaya, est un coureur cycliste indonésien.

## Biographie
En 2007, Agung Ali Sahbana termine deuxième de la Melaka Chief Minister Cup. Il brille ensuite sur le Tour d'Indonésie en terminant deuxième d'une étape sur l'édition 2009. 
Lors de la saison 2011, il finit sixième du Tour de Singkarak. Avec la délégation indonésienne, il participe aux Jeux d'Asie du Sud-Est, où il obtient une médaille d'argent dans le contre-la-montre par équipes. En 2015, il intègre l'équipe continentale indonésienne Pegasus Continental. Sous ses nouvelles couleurs, il se classe deuxième d'une étape du Tour de l'Ijen. 
En 2017, il court sous les couleurs de la formation KFC, qui acquiert le statut d'équipe continentale.

## Palmarès et résultats

### Palmarès par année
- 2007
  - 2e de la Melaka Chief Minister Cup
- 2011
  -  Médaillé d'argent du contre-la-montre par équipes aux Jeux d'Asie du Sud-Est
- 2016
  - Tour de Linggarjati[5]
- 2017
  - Tour de Linggarjati[6]

### Classements mondiaux
| Année         | 2007 | 2008 | 2009 | 2010 | 2011 | 2012 | 2013 | 2014 | 2015 | 2016 | 2017 | 2018 |
| ------------- | ---- | ---- | ---- | ---- | ---- | ---- | ---- | ---- | ---- | ---- | ---- | ---- |
| UCI Asia Tour | 62e  | 249e |      | 270e | 232e |      |      | 370e |      |      |      | 277e |